# 逢坂山
逢坂山（おうさかやま）は、滋賀県大津市の西部に位置する標高325mの山である。別名は「関山」。

## 概要
東海道本線大津駅の西約1.6キロメートルに位置し、山頂の真下を東海道本線の逢坂山トンネルが通る。北側には小関越の峠がある。南は山城国と近江国の国境で、古代ここには都を固める関所の一つとして逢坂関が置かれていた。現在は国道1号沿いに逢坂山関址の記念碑が設置され、2009年4月11日に逢坂の関記念公園が完成した。逢坂関は平安時代から蝉丸の
や、清少納言の
などの勅撰集の名歌に詠まれていることでも知られている。蝉丸がこの逢坂山に住んでいたことからその死去後に祀られるようになった関蝉丸神社もここにある。
山頂には点名「神出」の三等三角点が設置されていて、東側に大津市街地と琵琶湖を見渡すことができる。琵琶湖の湖水を京都市へ通すための琵琶湖疏水のトンネルが北側の山腹を貫通している。西の麓の稲葉台は住宅地となっており、そのすぐ西側を西大津バイパスが通っている。東山麓には東海自然歩道が通り、南の音羽山へ延びている。
北面と東面の一部は琵琶湖国定公園の第2種特別地域および第3種特別地域に指定されている。

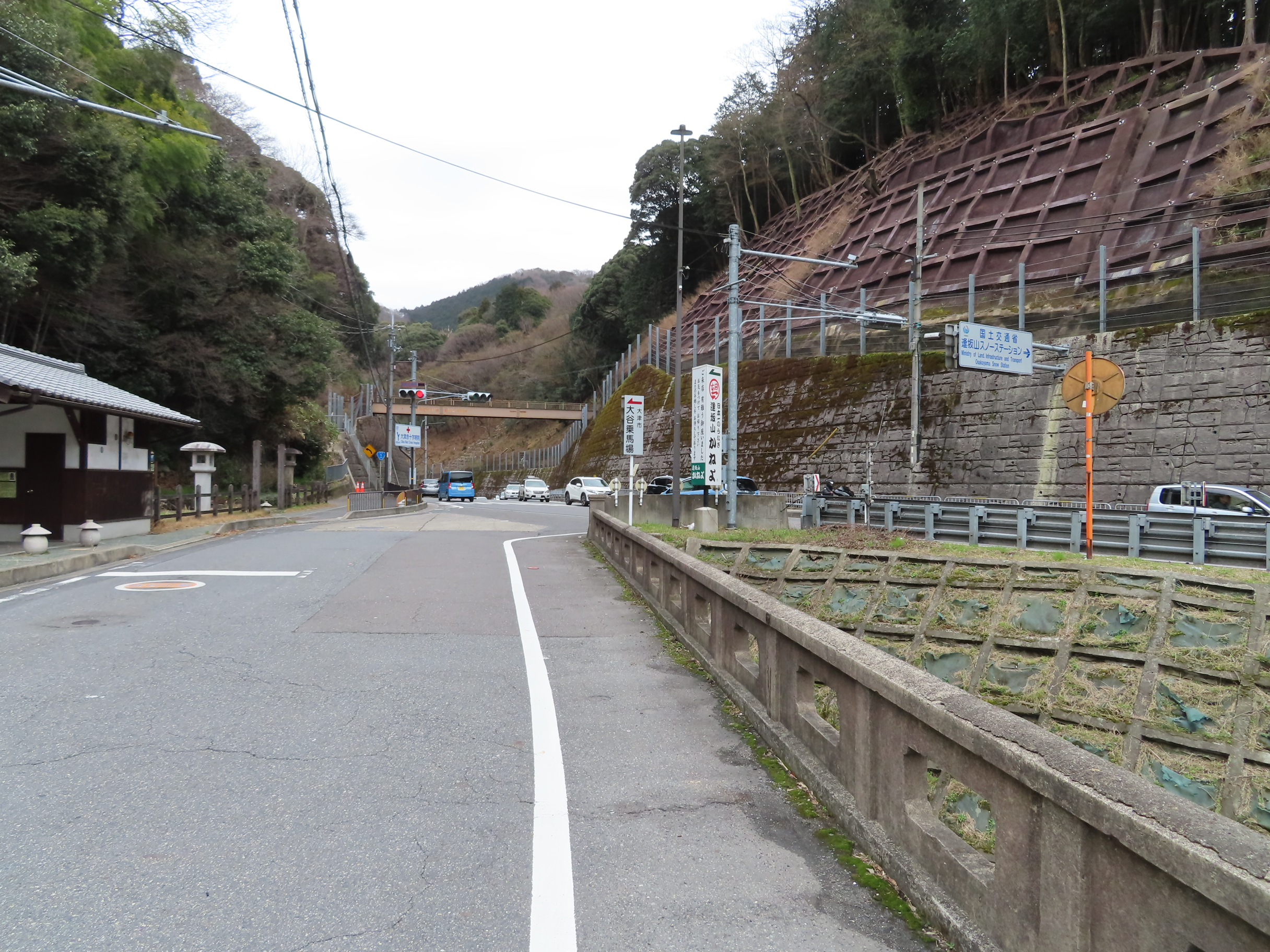
東海道（左）と国道1号（右）の合流部（2021年3月）

## 歴史
- 1868年5月18日 - 暴風により山腹崩壊が発生。道路が土砂で塞がる[5]。

## 周辺の山
| 山容 | 名称   | 標高 （m） | 三角点等級 基準点名 | 逢坂山からの 方角と距離（km） | 備考           |
| ---- | ------ | ---------- | ------------------- | ----------------------------- | -------------- |
|      | 比叡山 | 848.08     | 一等 「比叡山」     | 北 7.3                        | 日本三百名山   |
|      | 逢坂山 | 324.69     | 三等 「神出」       | 0                             | 逢坂山トンネル |
|      | 音羽山 | 593.22     | 三等 「小山」       | 南 2.7                        | 東海自然歩道   |